# NGC 2834
NGC 2834 је елиптична галаксија у сазвежђу Рис која се налази на NGC листи објеката дубоког неба.
Деклинација објекта је + 33° 42' 38" а ректасцензија 9h 20m 2,5s. Привидна величина (магнитуда) објекта NGC 2834 износи 14,5 а фотографска магнитуда 15,5. NGC 2834 је још познат и под ознакама MCG 6-21-21, CGCG 181-29, PGC 26400.